# Fate/hollow ataraxia
《Fate/hollow ataraxia》（日語：フェイト/ホロウアタラクシア），2005年10月28日由TYPE-MOON發售的PC平台的十八禁文字冒險遊戲。是《Fate/stay night》的Fan disc。2014年11月27日全配語音的《Fate/hollow ataraxia》 於PS Vita推出。

## 故事大綱
《Fate/hollow ataraxia》的主線劇情，是以衛宮士郎成為最後的勝利者，結束《Fate/stay night》中的第五次聖杯戰爭後，發生在同年十月的故事。本應消失的Servant再次出現在冬木市，時間不斷在四日內重覆，卻沒有任何人懷疑這些不可思議的現象。安穩的生活不斷重複，另一場聖杯戰爭也在黑夜中秘密進行。命運的簾幕將再次升起，在那前方的，是虛無或是平穩？前作較注重於主角群的故事描寫，本作除主線外較為注重的為各角色的平日生活以及尚未提及的英靈過去。

## 登場人物
※詳細資料與前作大致相同，可參考Fate/stay night角色列表

※本作為前作三線融合下的產物，與前作三線皆有關聯，也可推測為聖杯所製造出的矛盾。

※PC版遊戲並無聲優配音，移植至PSV的版本收錄全語音

### 主要人物
巴潔特‧法迦‧克米茲（Bazett Fraga Mcremitz，聲：生天目仁美）
本作的關鍵人物，真實身分為第五次聖杯戰爭中被魔術協會指派到冬木市的外來魔術師，階位為「祭位」，召喚出Lancer的御主，對他有傾慕之情。出身於可以追溯到神代的古老魔術師家系，實際上是Lancer流傳至今的血脈末裔。
身為封印指定執行者，工作為捕捉被協會封印指定的魔術師，以及處決破壞「絕對隱藏神秘」這個大原則的封印指定。同時也跟獵殺異端的教會代行者戰鬥，曾與愛因茲貝倫的人造人交手過。
武鬥派魔術師，在魔術、格鬥兩方面的技術都相當優秀，主要是使用體術戰鬥，戰鬥時用刻盧恩文字的皮手套負責保護，在拳跟腳、膝蓋、腳尖的前面都刻有強化硬度盧恩文字。
因工作的緣故認識言峰綺禮，並對其產生接近友情的好感，同時因他的建議而成為御主，被安排住在艾德爾菲爾特所擁有的雙子館(幽靈洋館)。後在Lancer出外偵查的途中，言峰綺禮來訪，隨後遭到他的偷襲，被奪取令咒以及砍斷左手，後向聖杯許下不想死的願望，與聖杯內的Avenger產生聯繫，因而成立契約，肉體陷入假死狀態，精神則陷入本作的四日輪迴中，在聖杯重現Avenger記憶內的聖杯戰爭中存活。即使得知四日輪迴的真相后选择在虚假的世界里活下去，后在安格拉·曼纽的劝说下结束四日輪迴。
擁有特殊魔術禮裝-斬擊戰神之劍(フラガラック)，真面目為經過數千年殘留至現代的寶具實物。基本上從者的寶具只限生前持有，但是由於巴潔特所擁有的法迦(フラガ)的血脈而能維持住寶具的存在。平時以球型存在，劍身刻有盧恩文字，能在對方使用絕招的同時回朔時間，一劍貫穿對方的心臟，能製造出「對方在發動絕招前就已經死亡」的事實，將對方攻擊本身一筆勾銷的魔劍，是針對反擊強化的迎擊武裝。與從者打起寶具戰，可媲美鬼神，唯有刺穿死棘之槍（Gae Bolg）此類可以逆轉因果的寶具才能破解。
故事結局後裝上義肢，並且提出借住在衛宮邸的提議。
安格拉·曼纽（アンリ・マユ，聲：寺島拓篤）
在第三次聖杯戰爭中，由愛因茲貝倫以異國的經典作為觸媒，作為第八個職階復仇者（Avenger）而召喚出來，是一無名的反英雄。在聖杯內觀察第五次的勝利者衛宮士郎後，許下希望度過士郎生活的願望而跟巴潔特一起創造出本作的世界。
原本的真身只是名普通青年，他出生在信奉拜火教琐罗亚斯德教的小村落中，一个非常平凡的家里，一岁时被隔离于兄弟之外，是一个不知道魔术和神秘的普通青年。不过突然有一日，为了证明全世界的人所拥有的善性，他被愚昧的村民強加上安格拉·曼纽的恶神之名來负担全世界的罪。而所谓的习俗，就是定义恶的规则。在那个村子里，为了忍受日复一日艰苦、贫困的生活，习俗是必要的。
『我们的生活始终没有改善、肯定有罪魁祸首存在。』这是无解的问题。得不到救赎的人们的心灵，需要一个能够宣泄这股怨气的对象―――名为‘恶’的祭品。他被关到山顶上，然后被挖去右眼，斩断双手双脚，作为绝对的恶被轻蔑地持续拷问着。被祭之後數年痛恨村里的人們，但後來卻由於不知道該恨誰而接受人類。
由於真名受到咒術所剝奪，所以世界上已無任何人知道青年原本的名字。最后，他成为了“人世间所有的恶”之名的恶魔，负担着罪的反英雄。他那憎恶之感已超出感情而成为性格。此后，他的村就流传着“恶神住在山顶”的传说。在尝到了人类所能感受到的所有痛苦之后、青年理所当然的死去了。但是对于这荒谬境遇所产生的憎恨深深烙印在这岩牢之中、结果化为了无名的亡灵。即使在青年消失之后、即使在可憎的村民们离去之后、即使连村子都已经不复存在之后。他始终被束缚在山顶，有如贤者一般眺望着人类的生活、人类的丑恶、人类的喜悦，以及看著那份温暖的光芒，遥想着自己并未能得到的“理所当然的日常”。
在作為愛因茲貝倫的Servant而被召喚時，只擁有青年本身的力量，不具備任何一項技能與能力，甚至無法使用寶具。在召喚後只過了四天就戰敗。
本作實質上的主角，其本質為虛無，所以需要實際存在的人來提供思考與行動能力，而其選上的人便是衛宮士郎。本作中共出現三種安格拉·曼纽，分別為士郎、Avenger、以及故事中屢屢出現的黑色野獸，皆為安格拉·曼纽的分裂體，其中士郎屢次在夢中看到與巴潔特一起行動的Avenger的記憶，便是暗示兩人同出本源。
故事中並未察覺自己是虛假之人，其他角色則是不斷提供線索，表示四日輪迴中，只有一人是虛假的，一直到故事後期士郎才發現自己才是四日輪迴中唯一虛假的人。逐漸發掘真相，所以想要讓輪迴終結，其原因在於安格拉·曼纽披著士郎的外殼，所以才會產生解決事件的想法，安格拉·曼纽本體在成為此世諸惡的存在時就已經化為虛無，連思考的能力都不具有。
故事後期與卡蓮性交的過程中外殼漸漸崩潰，變成朦朧不清的黑影，之后去了天之逆月，并劝说巴潔特结束四日輪迴。
安格拉·曼纽表示自己和士郎擁有類似的思考模式卻完全相反的方向，正如士郎由於過於熱愛人類而產生憎恨，自己則是過度憎恨人類而反而愛上人類，兩人皆有著相同的矛盾。
卡蓮・赫特希亞（Caren Hortensia，聲：小清水亞美）
本作女主角之一，前來冬木教會就任的工作人員，實際上是言峰綺禮之女，出生在第四次聖杯戰爭之前。在重病的母親自杀死後，由於言峰綺禮認為自己沒有能力照顾女兒，也害怕自己的劣根性會影响她，而把她交给同僚照顾。卡蓮從未接受過正規教育，姓氏也是從母姓，對父亲的事並不知情。但是就性格而言，仍遺傳了素未謀面的父親--言峰綺禮的劣根性，使她看似沉默寡言，其實是個毒舌女：發問往往伴隨著嚴厲的嘲弄語調，就連吉爾伽美什也不敢正面招惹，而是避之大吉。興趣是鍛煉自己的長處，擅長彈奏風琴，特技為祈禱跟驅除惡魔。不喜歡野蠻的男子。
故事前期便登場，但是幾乎只存在於最後一日的死亡結局，一直到中後期才可以進入教會與其互動。由於言峰綺禮死亡，所以監督者的位置空出，才能夠介入本次事件，同時繼承Lancer跟吉爾伽美什的契約。
其遺傳自母亲的自虐性靈媒體質，使其身上經常帶著傷口，故事中登場時士郎一直在她接近時聞到濃濃的血腥味。在現實世界中發現巴潔特陷入假死狀態的驅體以及察覺到輪迴世界的出現而潛入，展開對Avenger的驅魔和幫助巴潔特離開這個世界的行動。
本人並不擅長戰鬥，主要任務是擔任驅除惡魔的雷達。夜間所穿的衣服是驅除惡魔用的戰鬥服。本來就沒有裙子，是她從祭祀的儀式用衣服中選出並加以改進，本來的用途是誘惑男性，以此來引誘惡魔並接受侵犯。據本人所述她是被惡魔而不是被人侵犯，所以被附身的人沒有罪，因此跟多位男性性交過，自己也感覺到自己做的事情跟娼婦差不多。

### 御主／主人
衛宮士郎（Shirou Emiya，聲：杉山紀彰）
前作主角，本作中只在后日谈登场，本作雖以士郎的角度進行描寫，實質上主角為吸收了士郎人格、思考方式的安格拉·曼纽，所以一切的動作反應皆可視為士郎的意願。
以下安格拉·曼纽以士郎代稱。
遠坂凜（Rin Tohsaka，聲：植田佳奈）
前作UBW線女主角，在本作中為士郎的戀人之一。故事中期才加入，最後與Archer合力守護欲前往天之逆月的士郎。
間桐櫻（Sakura Matou，聲：下屋則子）
前作HF線女主角，在本作中為士郎的戀人之一。可在一定的程度上控制聖杯碎片之力，但似乎沒有像前作HF線所描述，繼承幾乎無限的魔力。本作中成為弓道部的主将。
伊莉雅絲菲爾・馮・愛因茲貝倫（Illyasviel von Einzbern，聲：門脇舞以）
前作主要女角色之一，本作中是對四日輪迴了解的人物之一，知道安格拉·曼紐的真相，曾表示Avenger在自己的手下只會是不中用的廢物，由於第三次聖杯戰爭中愛因茲貝倫召喚出安格拉·曼紐作為Avenger職階的英靈出戰，推斷是她用前人記憶所做出的判斷。
言峰綺禮（Kirei Kotomine，聲：中田讓治）
前作的聖杯戰爭監督，和吉爾伽美什訂下了契約，在襲擊了巴潔特後亦控制了Lancer，作為犯規者參加第五屆聖杯戰爭。本作中只有在回憶中登場，由於本作的世界是融合各平行世界而成，意味著言峰綺禮無論如何都會在第五屆聖杯戰爭戰敗而死。
葛木宗一郎（聲：中多和宏）
沉默寡言的學校教師，和Caster已經結成夫婦，在最後決戰與小次郎&Caster迎擊湧入柳洞寺的一部分安格拉·曼紐。
間桐臟硯（Souken Matou，配音員：津嘉山正種）
前作中真正的Assassin的主人，本作中沒有正式出場。
巴潔特‧法迦‧克米茲（Bazett Fraga Mcremitz，聲：生天目仁美）
参照主要角色巴潔特
卡蓮・赫特希亞（Caren Hortensia，聲：小清水亞美）
参照主要角色卡蓮

### 從者／英靈
Saber（聲：川澄綾子）
前作Fate線女主角，與士郎簽訂契約的英靈，在從者當中的綜合能力是最強的，在本作中作為士郎的戀人之一在衛宮家生活。在故事中中後期提出了參觀學校的請求，參觀過程中遇到一成，兩人似乎相當合的來。參觀學校事件過後透露出她已察覺四日輪迴的徵兆。
Archer（聲：諏訪部順一）
與凜簽訂契約的英靈，本作使用弓作為武器，技術高超，甚至可在箭矢離弦後操控箭矢的軌跡，故事開頭一直待在新都的大樓阻止Angra mainyu的野獸部分進入新都，連士郎也被其射殺數次。
本作登場時並無紅色外套(赤原禮裝)，本人表示該衣裝為其戰爭時才會披上的裝束，最後與凜並肩作戰時才再次穿上。正式登場後曾暗示目前的士郎是由Angra mainyu所偽裝的的假貨。曾到Lancer釣魚的港邊釣魚，身上的釣具是最新產品(不過是投影出來的)，市價二十三萬三千元。
Rider（聲：淺川悠）
與櫻簽訂契約的英靈，目前在士郎家生活並在古董店打工，很喜歡看書和騎單車。對於自己只能騎二號車(士郎騎的腳踏車為一號車，較為高級，Rider騎的是二號車，淑女車)表示不滿，有時會偷騎士郎的一號車出去。
本作中會偷偷的去吸居民的血，由於櫻明令禁止所以一直隱瞞。對於打敗自己的英雄珀爾修斯感到厭惡，本人表示要比喻其個性的話，就像慎二一樣。
Lancer（聲：神奈延年）
與巴潔特簽訂契約的英靈。在英靈當中對融入現代生活的適應性是最強的，經常在河邊釣魚。同時打好幾份工，做過花店工作、魚店、茶餐廳。和巴潔特的關係很好，但在故事中協助士郎擊敗擁有斬擊戰神之劍的她，扭曲因果的魔槍穿透了戰神之劍的反擊，兩人皆受到傷害。
Berserker（聲：西前忠久）
與伊莉雅簽訂契約的英靈，負責保衛愛因茲貝倫城堡。
Caster（聲：田中敦子）
與葛木簽訂契約的英靈，作為葛木的妻子居住於柳洞寺享受著新婚生活。本作中是對四日輪迴了解的人物之一。平時以家庭主婦的身分操辦家事，偶爾拜託Saber上柳洞寺做她的服裝模特。
故事一開始便察覺四日輪迴的真相，但想要在虛假的世界中享受小小的幸福而不打算協助士郎，但也表示只要士郎不對他們出手，她也無意去干涉士郎。
Assassin（聲：三木真一郎）
在平和的日常中看守著柳洞寺，以言語耍弄Caster為樂。與其他英靈扮作現代人融入生活不同，Assassin在有普通人上山參拜的場合會隱去身形。
吉爾伽美什（Gilgamesh，聲：關智一（小孩：遠藤綾））
與言峰簽訂契約的英靈，因言峰死亡而在本作中與其女兒卡蓮・赫特希亞訂下契約。本作中是對四日輪迴了解的人物之一，看穿真相後認為「這與小孩子的鬧劇無異」而喝下返老還童藥，故一直處於小孩狀態。少年版吉爾伽美甚性格和青年版有不小差異，最大的改變是他喜歡上了三枝由紀香，不再執著於Saber。
最後為了協助士郎登上天之逆月和Angra mainyu的野獸部分對戰時變回成人的模樣，故可得知他能夠隨著自己的意識變回成人的樣子。該戰役中以一生可能只有這麼一次能夠讓他動真格為理由，沒有穿上黃金鎧甲而是以全力施展乖離劍並一瞬間肅清了無盡之殘骸。該裸身之裝扮之後在Extra CCC命名為"原初之神話禮裝"。
Avenger（聲：寺島拓篤）
参照主要角色安格拉

### 前作登場人物
藤村大河（Taiga Fujimura，聲：伊藤美紀）
穗群原學院2年C班的班主任，主教英語，弓道部顧問。二十五歲。名字寫作英語的話是「Fuzimura Taiga」，有時也被叫成「Stray Tiger」。通稱「藤姐」。藤村組第三代的獨生女。
家裡藤村組為黑道的大地主。祖父名為雷畫，興趣是開摩托車，曾拜託士郎修理過。被士郎評為「奇怪的是，你怎麼到現在還從雷畫爺爺那裡拿零用錢啊?」
穗群原學院的畢業生，跟螢塚音子，柳洞零觀是同一個年級。
柳洞一成（Issei Ryudou，聲：真殿光昭）
學生會會長，本作中戲份大幅增加。一年級時就跟士郎是朋友。非常正經，不愛開玩笑，不過並非不能通融的人。為柳洞寺的末子，畢業後預定繼承柳洞寺當個和尚。據他本人所說靈力很弱。擅長坐禪跟拳術，喜歡圍棋（殘局）、象棋（殘局）跟縱橫字迷。
親兄長名為柳洞零觀，跟藤村大河、螢塚音子為同一屆的畢業生。將葛木宗一郎當做大哥一樣敬仰。
美綴綾子（Ayako Mitsuzuri，聲：水澤史繪）
前作为弓道部主将，本作为弓道部顾问。不管是班上還是部裡都是無遲到無缺席。跟凜同班，不知道是朋友還是天敵的關係。喜歡用男性的口調說話。因为被Rider吸过血所以害怕Rider。
喜歡電子遊戲，可以整個晚上重複玩同一個遊戲。不擅長圍棋跟象棋，跟家電有關的信息知之甚詳。喜歡祭祀。在學校裏切記不可爭吵的對像中名列三甲。不管怎樣總算是女孩子，對自己的房間的打扮也會格外用心。
間桐慎二（Shinji Matou，聲：神谷浩史）
和前作的卑劣個性不同，變得人畜無害，似乎成為了櫻的好哥哥。本作中和士郎的關係較為親近，近乎從前的關係，也曾做過協同士郎進去櫻的房間內後兩人一起被黑櫻懲罰的有趣事件。
螢塚音子（聲：野田順子）
衛宮士郎兼職的酒屋「哥本哈根（コペンハーゲン）」的店長的獨女。和藤村大河、柳洞零觀在穂群原學園是同級生。
蒔寺楓（聲：結下みちる）
成為日常的角色登場。家裏為布料批發商，古式風格的老舖。因家風尚古本人很討厭在家裏穿和服。穿和服的她看起來跟平時不一樣。雖然看上去是個穿著艷麗的和服美人，但是開口的時候這一形象就會壞掉。
擅長短跑、沉思、日本舞蹈，經常武斷造成錯誤，只要心情好什麼東西都喜歡，弱項是恐怖電影跟料理，天敵是美綴綾子。
三枝由紀香（聲：中尾衣里）
因為其慈母般的形象，吸引了已經對Saber失去興趣了的少年化吉爾伽美什，整天對由紀香窮追不捨。吉爾伽美什曾說「未來的伴侶就要找像由紀香這樣的人」。
似乎有靈感，可以看到靈體化的小次郎。雖然可以看到，但不知道他跟人類不同。
冰室鐘（聲：中川里江）
成為日常的角色登場。在班裡是一個相當沉著的人，班裡的長老，稱為「冰室女史」，有困難的時候可以找她商量。不知恐怖為何物——蒔寺楓唯一害怕的人。住在蟬菜高級公寓的A先生上面的房間。
莎拉（Sella，配音員：七緒春日）
愛因茲貝倫所創造出來的鍊金生命體，伊莉雅的女僕長，負責照顧及教育伊莉雅，兼魔術指導。认为伊莉雅身为千金之躯却接近士郎从而对士郎刻薄。
不管狀況有多不利都保持著端正的禮儀跟適當的言語，為人一板一眼，相當嚴厲，和莉潔莉特相比個性較為死板不易溝通，實際上處處都為了伊莉雅著想，內心認為伊莉雅很可愛，為了讓伊莉雅成為完美無缺的大小姐天天努力中。不過屢次責備不以敬語跟伊莉雅打招呼的莉潔莉特，不過經常被反過來戲弄。
無法成為聖杯一部份的她，在伊莉雅完成使命後就是靜靜的在冬之城直到腐朽。
其實很愛吃甜點跟怕鬼。
莉潔莉特（Leysritt，配音員：宮川美保）
愛稱為莉茲，愛因茲貝倫所創造出來的鍊金生命體。為伊莉雅的女僕。跟雪菈不同，不在乎主僕關係，是以朋友的語氣跟伊莉雅交談，跟伊莉雅的關係很好。但是她對伊莉雅打招呼時經常惹莎拉生氣。
本身為天之羽衣的一部份，肉體力量上遠遠超出常人的同時，在人的機能上比雪菈還要不足。
平時為伊莉雅的護衛，以保護伊莉雅為己任，討厭惹伊莉雅哭的衛宮切嗣。擔任愛因茲貝倫城堡的主廚。擁有優秀的運動性，但一日活動時間只有十二小時，超過的話會削減她的生命，每三天跟雪菈交換巡邏的任務。
胸圍大的連櫻都得蹲在水邊憂鬱很久。
後藤劾以（聲：市來光弘）
士郎的同學，提供士郎第一手小道消息。例如，某尖耳美女往哪裡移動啦（似乎目的地是教職員室）。
以動畫版《Fate/stay night》的外觀登場
露維亞潔莉塔・艾德爾菲爾特（Luviagelita Edelfelt，聲：伊藤靜）
於凜在時鐘塔留學時登場，芬蘭的魔術名門，愛德菲爾特家的現任當家之一(歷代皆為雙子當家)，有很強的自尊心和家族榮譽感。由於艾德菲爾特家的2位雙胞胎祖先曾遠涉重洋到日本冬木市參加第三次聖杯戰爭但戰敗，加上直系祖先的雙胞胎姊妹後來宣稱戰死，實為拋棄當家職責，和當年的遠坂當家祖先(凛的祖先，時臣的父親)相戀結婚，導致她對日本人（尤其是遠坂家的人）非常反感。故此，她和凜、櫻是遠房表姊妹。
後來她在倫敦時鐘塔的魔術協會，由於宿舍分配的差錯與英國留學的凜相遇。原本兩人對性格投緣的對方惺惺相惜，但當露維亞得知對方是遠坂家當家後大打出手，此後二人互相視作勁敵，跟凜一樣擅長使用寶石魔術。
愛好格鬥技，特別愛用職業摔角的招數，曾使用絕招belly to back suplex將凜一招打倒。家境非常富裕，但討厭無謂的金錢消費，別稱是「芬蘭的明日之星」、「競技場上的狩獵犬」、「淑女中的起重機」。
艾德爾菲爾特
魔道名門，上任當主為第三次聖杯戰爭的御主，六十年前來到冬木市，使用的英靈為Saber，每一任艾德爾菲爾特當家皆為雙胞胎，所以當主為姊妹二人，Saber也因為此特性分裂為Saber與Saber Alter，英靈之座為共用，分裂出來正反兩面的英靈，在四日輪迴中出現，其長相酷似凜與櫻，是否因為第五次聖杯戰爭中剛好有凜與櫻這對姐妹才套用形象這點未知，姊妹雖共同迎敵，不過關係其實相當差，戰爭期間住宅也是分開的，造就了冬木的雙子館傳說。

### 本作登場人物
柳洞零觀（聲：志村知幸）
柳洞一成的哥哥。基本上是柳洞寺的住持代理。對於柔道相當拿手，似乎還曾經目指全國大賽，不過後來結果如何不清楚。目前偶爾會做為武術指導出訪當地的警察隊。就連螢塚音子在看見零觀和宗一郎練武的時候也說了「零觀沒辦法摔出去的人，還是第一次看到」。
性格豪爽，不管發生什麼事都能在柳洞寺境內聽見他「哈哈哈」的笑聲。喜歡喝酒，因此也是螢塚音子和士郎工作的酒吧「哥本哈根」的老客戶。
美綴實典（聲：増田俊樹）
美綴綾子的弟弟。在遊戲《Fate/stay night》中只是提到過，在本作才正式登場。穗群原學園一年級學生，弓道部倍受期待的新人。暗戀間桐櫻（遠坂櫻），但櫻只在意衛宮士郎而完全沒注意到他，因此非常敵視士郎。
在遊戲中的四月時，遠坂凜和美綴綾子打賭看誰能先找到男朋友，這兩位為了贏得這次打賭都找人假扮自己的男朋友，美綴綾子找的人就是她弟弟美綴實典，而遠坂凜找的人是衛宮士郎。
三枝孝太
三枝由紀香的弟弟，吉爾伽美什變成少年後結識的孩子之一。
桂美美
出場過的路人角色。英雄王吉爾伽美什變成少年版後結識的一個女孩子，她是唯一一個敢主動找Lancer說話的小孩。
在《Fate/kaleid liner 魔法少女☆伊莉雅》以主角伊莉雅的同班同學登場，但在本遊戲裏無此設定。
山崎／藤木／大脇／佐藤
穗群原學園弓道部的部員。美綴和櫻的後輩。山崎、藤木是男子部員 、大脇、佐藤是女子部員。
A先生
居住在冬木市新都玄木坂四段的蟬菜高級公寓12樓2號室的男性。在美綴說的鬼故事登場（冰室鐘合宿鬼故事）。
小紅帽（聲：さいとうよしえ）
居住在冬木市新都玄木坂四段的蟬菜高級公寓12樓1號室的少女。因老是帶着一條紅頭巾，所以A先生就稱小女孩為「小紅帽」。
斯忒諾
Rider的兩個姊姊，戈爾貢（Gorgon）三姊妹的長女。為力量之女。
遊戲裡只在Rider的回憶中和廣播劇《ALL AROUND TYPE MOON AHNENERBE的一天》登場。
尤琉蕾
Rider的兩個姊姊，戈爾貢（Gorgon）三姊妹的次女。為飛翔之女。
遊戲裡只在Rider的回憶中和廣播劇《ALL AROUND TYPE MOON AHNENERBE的一天》登場。

## 製作成員
PC・PS Vita
- 原畫：武内崇
- 劇本：奈須蘑菇、阿羅本景、森崎亮人
- 程式：清兵衛
- 電影腳本：
- 圖解：、BLACK、蒼月誉雄、moriya
- 音樂：KATE & NUMBER201

PS Vita
- 制作管理：柳雅夫
- 导演：柳雅夫、菅崎優
- 剧本補佐：桜井光
- 监督管理：有泉富三彦
- 音響監督：榎本覚、森下広人
- 音響导演：高宮宏臣
- 音響制作：BraveHearts
- OP動畫：ufotable
  - 分镜/演出：高桥拓郎
  - 総作画監督：須藤友徳
  - 作画監督：菊池隼也、加藤泰久、緒方美枝子
  - 美術監督：衛藤功二
  - 色彩設定/色指定：千葉絵美、松岡美佳
  - 撮影監督：寺尾優一
  - 制作進行：近藤亮
  - 制片人：近藤光
- 轉蛋從者[3]
  - 角色作畫：雌鳥
  - 單元繪圖：經驗值、CHAN×CO、ヒライユキオ、ふらんすぱん、ufotable
- 导演：奈须蘑菇
- 制作進行/制作人：竹内友崇、藤原利紀
- 执行制作人：安川猛
- 发售：角川游戏
- 開発：TYPE-MOON、HuneX
- 製作：KADOKAWA（角川書店BC）、TYPE-MOON

## 主題曲
- PC版
  - 片頭曲：
作詞：
作曲：KATE
編曲：James Harris
歌：rhu（Colorvariation）
  - 片尾曲：
作詞：芳賀敬太
作曲：KATE
編曲：NUMBER 201
歌：rhu（Colorvariation）
  - 主題曲：hollow
作詞：芳賀敬太
作曲：KATE
編曲：James Harris
歌：rhu（Colorvariation）
- PS Vita版
  - 主題曲：broKen NIGHT
填詞：animarhythm
作曲：浅見武男
編曲：玉井健二、大西省吾
歌：Aimer
  - 主題曲：holLow wORlD
填詞：animarhythm
作曲：岡本剛、玉井健二
編曲：玉井健二、大西省吾
歌：Aimer
  - 片尾曲：Open The Doors
原題：
填詞：芳賀敬太
翻譯：深野香
作曲：KATE
編曲：玉井健二、大西省吾
歌：Aimer

## 迷你遊戲及收錄特典
開運遠坂神社
可以用在遊戲中獲得的金錢，在此購買遊戲相關的設定畫等。
花札道中記（とびだせ!トラぶる花札道中記）
以大河和伊莉雅為主角的花牌遊戲。
風雲伊莉雅城〜突擊愛因茲貝倫〜（風雲イリヤ城〜とつげきアインツベルン〜）
Q版人物風格，跟其他角色比賽過關的小遊戲。
桌布圖庫（壁紙ギャラリー）
TYPE-MOON及嘉賓繪師畫的桌布合集，每張皆需在本篇中通過某些條件才能開啟。
參加的嘉賓有：石田あきら、小梅京人、小林尽、梶島正樹、経験値、近衛乙嗣、佐佐木少年、島田文金、シンゴ、中央東口、天空Sphere、橋本タカシ、左、MIKE156、瑞井鹿央、ゆうろ、広江礼威、中村博文、高河弓共19名。PS Vita版更是新增了原田雄一、八重樫南、碧風羽、清原紘、029、華々つぼみ、CHAN×CO、渡辺明夫、黒衛門、toi8、ammi共11名嘉宾繪師。
膠囊英靈（カプセルさーばんと）
只有PS Vita的版本。

## 衍生多媒体商品

### 漫画
有多套《Fate/hollow ataraxia》衍生漫画。最初在2006年1月7日，一迅社于DNA Media Comics上发表的以《Fate/Hollow Ataraxia》为题的短篇漫畫精選集，2008年8月25日发布了该系列中的第十五本。然后是角川書店于2006年1月10日发表《Fate/hollow Ataraxia Comic la carte》、2006年5月24日发表《Fate/hollow ataraxia Comic a la carte～Happy Life hen～》。
| 冊數                            | 角川書店      | 角川書店               | 台灣角川       | 台灣角川              |
| 冊數                            | 發售日期      | ISBN                   | 發售日期       | ISBN                  |
| ------------------------------- | ------------- | ---------------------- | -------------- | --------------------- |
| 短篇漫畫精選集                  | 2006年1月5日  | ISBN 978-4-04-713784-4 | 2008年12月18日 | ISBN 978-986-174916-7 |
| 短篇漫畫精選集 愉快的日常生活篇 | 2006年5月23日 | ISBN 978-4-04-713826-1 | 2009年4月24日  | ISBN 978-986-237071-1 |

另外TYPE-MOON與角川書店推出了10週年共同企畫，在月刊少年Ace上於2013年7月號開始連載《Fate/hollow ataraxia 虚空乐园》漫畫，由作者雌鳥執筆。並於2014年2月5日發行第一本單行本。
| 冊數 | 角川書店      | 角川書店               | 東立出版社    | 東立出版社             | 天闻角川      | 天闻角川              |
| 冊數 | 發售日期      | ISBN                   | 發售日期      | ISBN                   | 發售日期      | ISBN                  |
| ---- | ------------- | ---------------------- | ------------- | ---------------------- | ------------- | --------------------- |
| 1    | 2014年2月5日  | ISBN 978-4-04-120926-4 | 2016年2月24日 | ISBN 978-986-382-762-7 | 2022年5月20日 | SBN 978-7-5140-2332-9 |
| 2    | 2016年6月25日 | ISBN 978-4-04-102557-4 | 2017年8月24日 | ISBN 978-986-382-763-4 | 2022年5月20日 | SBN 978-7-5140-2332-9 |

### 音乐
游戏原声碟《Fate/hollow ataraxia Original Sound Track》由日本Geneon環球娛樂于2005年11月23日发布。单曲《Hollow》由Type-Moon于2005年10月28日发布。
PSV版主题曲CD《broKen NIGHT / holLow wORlD》由索尼音樂娛樂于2014年12月17日发布。

## 關聯項目
- TYPE-MOON
- Fate/stay night
- Fate/Zero

## 外部連結
- PC版遊戲（页面存档备份，存于）（年齡限制）（日語）
- PS Vita版遊戲（日語）